# Douglas D. Osheroff
Douglas D. Osheroff, född 1 augusti 1945 i Aberdeen i Washington, är en amerikansk fysiker. Doktor i fysik vid Cornell University 1973. Nobelpristagare i fysik år 1996. 
Kungliga Vetenskapsakademins motivering för Nobelpriset var "för upptäckten av suprafluiditet i helium-3".
Han delade prissumman med landsmännen David M. Lee och Robert C. Richardson.
Lee, Osheroff och Richardson upptäckte i början av 1970-talet, i lågtemperaturlaboratoriet vid Cornell University, att heliumisotopen helium-3 kan fås att bli supraflytande vid en temperatur som endast ligger omkring två tusendelar av en grad över den absoluta nollpunkten. Denna supraflytande kvantvätska skiljer sig starkt från den som redan på 1930-talet upptäcktes och studerades vid ungefär tusen gånger högre temperatur i den normala heliumisotopen helium-4. Den nya formen av helium-3 har mycket speciella egenskaper som inte kan förklaras med enbart klassisk fysik utan kräver kvantfysikaliska förklaringar.